# Kudoa megacapsula
Kudoa megacapsula is een microscopische parasiet uit de familie Kudoidae. Kudoa megacapsula werd in 2005 beschreven door Yokoyama & Itoh. 